# Joeropsis vibicaria
Joeropsis vibicaria là một loài chân đều trong họ Joeropsididae. Loài này được Barnard miêu tả khoa học năm 1965.